# Amphictene catharinensis
Amphictene catharinensis är en ringmaskart som först beskrevs av Grube 1870.  Amphictene catharinensis ingår i släktet Amphictene och familjen Pectinariidae. Inga underarter finns listade i Catalogue of Life.